# Gedenkdienst

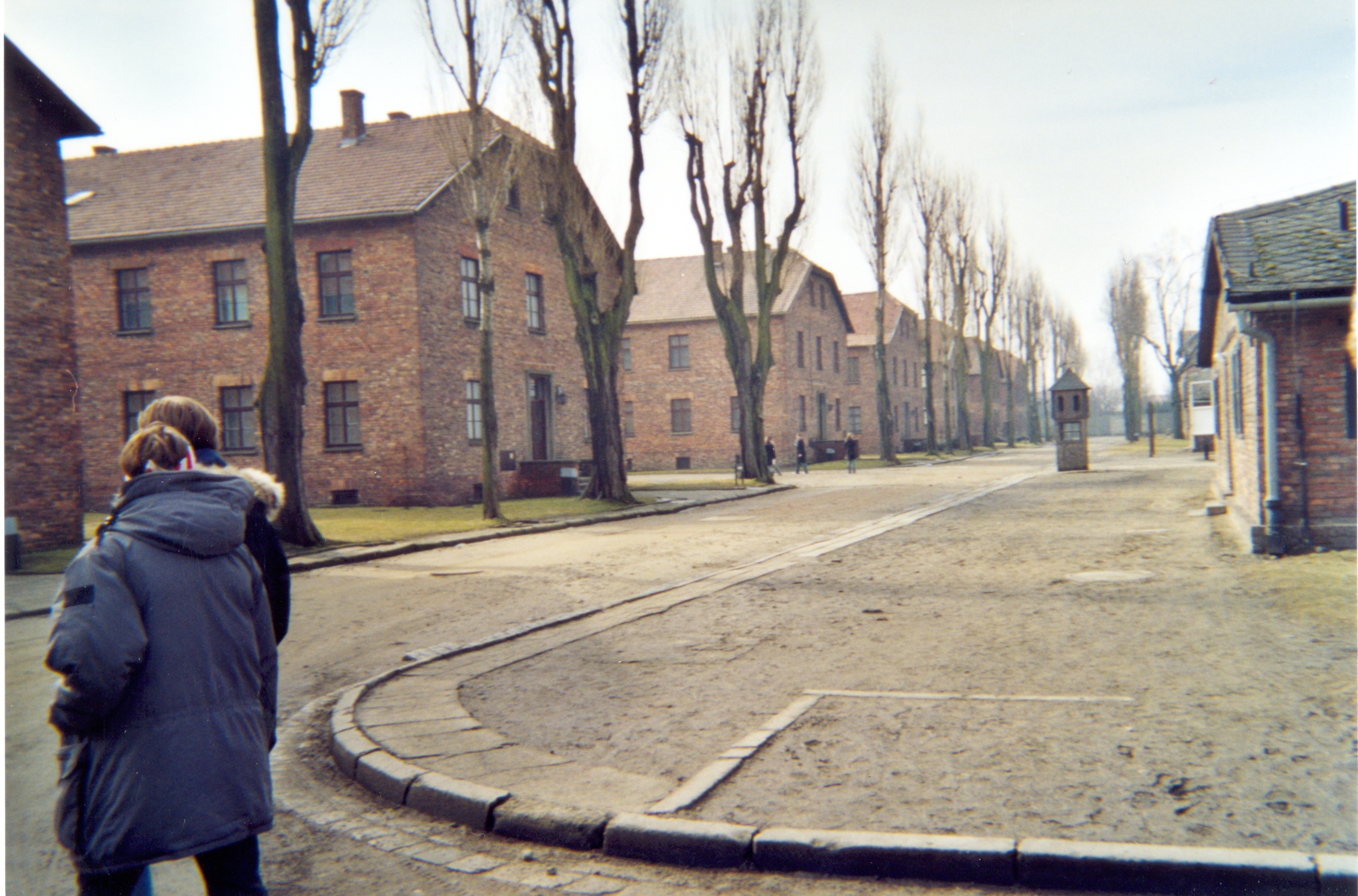
1. September 1992: Erster Gedenkdiener im Museum Auschwitz-Birkenau

Der Gedenkdienst ist ein österreichischer Freiwilligendienst, welcher als sechs- bis zwölfmonatiger Auslandsdienst in Holocaust-Gedenkstätten, Museen und Forschungseinrichtungen mit Bezug auf Holocaustforschung geleistet werden kann. Die Arbeit an den zahlreichen Einsatzstellen besteht hauptsächlich aus dem Gestalten und Organisieren von Führungen und Veranstaltungen, Archivarbeit, dem Halten von Vorträgen an Universitäten und Schulen, sowie Gesprächen mit Zeitzeugen und deren Dokumentation, um ihre Erfahrungen nicht in Vergessenheit geraten zu lassen.
Der Gedenkdienst wird durch den Staat gefördert und kann nach der Ableistung von mindestens zehn Monaten als Ersatz zum ordentlichen Zivildienst angerechnet werden.

## Geschichte

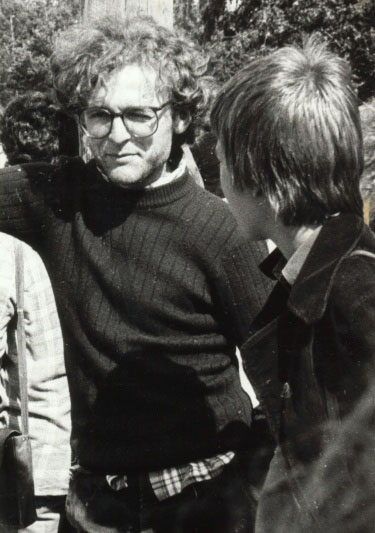
Andreas Maislinger als ASF-Freiwilliger in Polen (1981)

Der Innsbrucker Politikwissenschaftler und wissenschaftliche Leiter der Braunauer Zeitgeschichte-Tage Andreas Maislinger setzte sich ab dem Ende der 1970er Jahre für die gesetzliche Verankerung dieser Art des Militärersatzdienstes ein, die die Aufklärung über den Holocaust zum Ziel hatte. Am 10. Oktober 1980 hatte er auf Einladung von Anton Pelinka die Möglichkeit, in der von Dolores Bauer geleiteten ORF-Sendung „Kreuzverhör“ seinen „Zivildienst in Auschwitz“ vorzustellen. Bundespräsident Rudolf Kirchschläger hatte sein Konzept jedoch mit der Begründung „ein Österreicher hat in Auschwitz nichts zu sühnen“ abgelehnt. Später anerkannte Kirchschläger „das positive Ergebnis“ des von Maislinger „durchgesetzten Gedenkdienstes“.
1980 und 1981 war Maislinger mit Joachim Schlör Freiwilliger im von Volker von Törne und Christoph Heubner geleiteten Polenreferat der deutschen Aktion Sühnezeichen Friedensdienste tätig. Im Museum Auschwitz-Birkenau betreute er deutsche Jugendgruppen. Nach seiner Rückkehr war er noch stärker davon überzeugt, ein ähnliches Programm auch in Österreich zu verwirklichen. Unterstützt wurde er dabei vor allem von Simon Wiesenthal, Teddy Kollek, Ari Rath, Herbert Rosenkranz, Gerhard Röthler und Karl Pfeifer. Einer der Söhne Röthlers hat später selbst Gedenkdienst geleistet und Pfeifer veröffentlichte ein Interview in der IKG-Zeitschrift „Die Gemeinde“.
Im Mai 1991 informierte schließlich in einem Brief Innenminister Franz Löschnak darüber, dass der Gedenkdienst von der österreichischen Regierung als Alternative zum Zivildienst zugelassen wird und die dafür notwendigen Mittel bis zu einem festgelegten Rahmen vom Bundesministerium für Inneres getragen werden. Am 1. September 1992 konnte der erste Gedenkdiener seinen Dienst im Museum Auschwitz-Birkenau antreten.
2001 wurde unter Innenminister Ernst Strasser ein übergeordneter Auslandsdienst-Förderverein eingerichtet, der die Mittel an unabhängige Trägerorganisationen weiterverteilt.
Durch die Änderungen des Freiwilligengesetzes im Jahr 2014, können seit 2016 auch Frauen oder nicht-zivildienstpflichtiger Männer einen Gedenkdienst leisten und die gleiche staatliche Förderung erhalten. Mit einer neuerlichen Novelle, die im September 2023 in Kraft getreten ist, wurden die finanziellen Mittel für Gedenkdienstleistende erhöht und die Möglichkeit eröffnet, in Katastrophenfällen wie etwa der Corona-Pandemie den Gedenkdienst auch in Österreich fortzusetzen. Außerdem gibt es nun einen zentralen Nachweis über den absolvierten Gedenkdienst.
Heute gibt es mehr als 80 Einsatzstellen in über 40 Ländern.

## Trägervereine
Zwei Gedenkdienst-Trägerorganisationen bilden ein weltweites Netzwerk für Holocaustgedenkstätten, Museen und Forschungseinrichtungen, die Mithilfe in ihren Archiven, Bibliotheken etc. in Anspruch nehmen wollen.
Die Vereine organisieren die Auswahl und Betreuung von Freiwilligen, die sich für eine der Einsatzstellen im Ausland beworben haben, vor, während und nach deren Dienst. Die Rolle von Österreichern als Täter, Opfer und Zuschauer wird dabei besonders berücksichtigt.

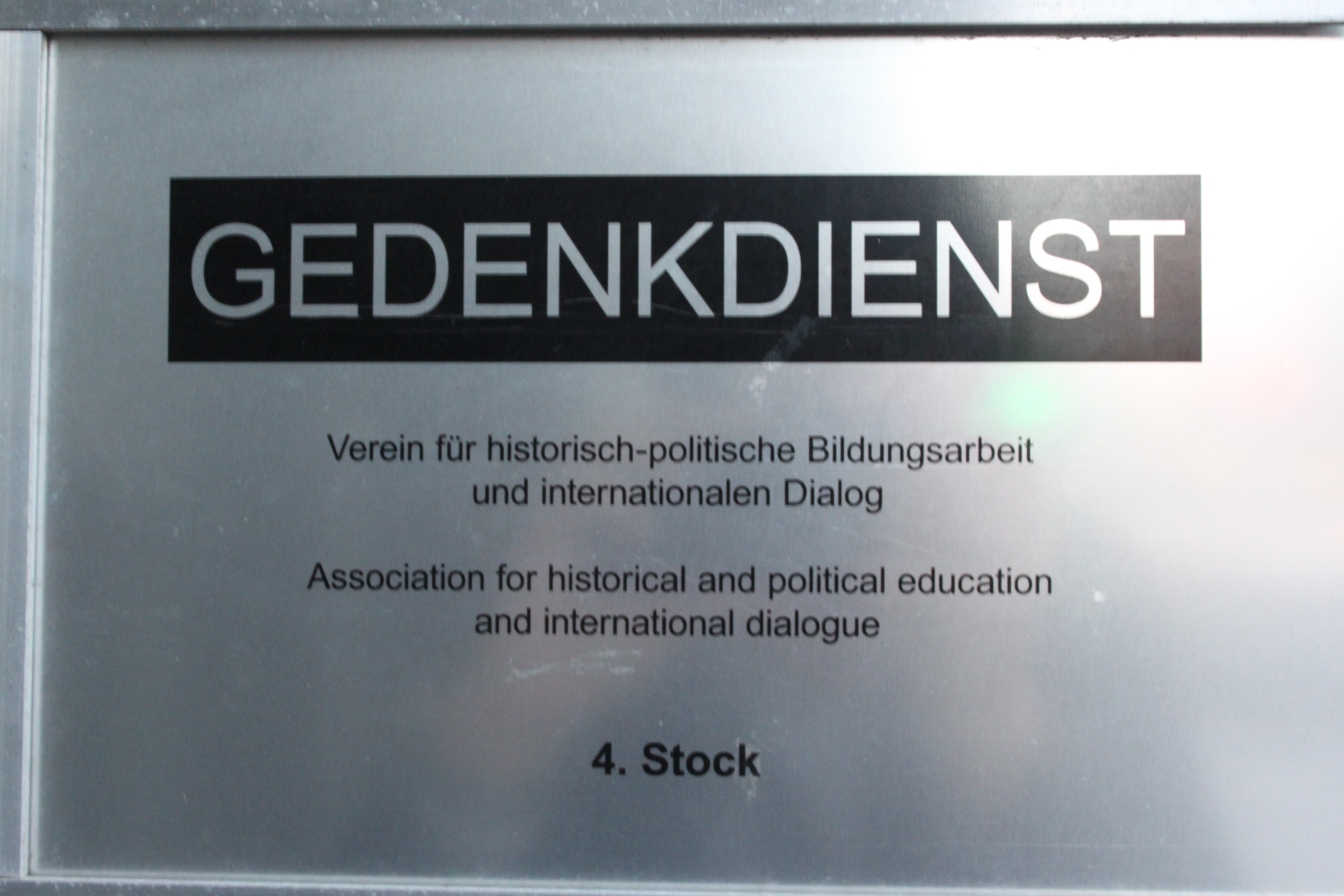
Gedenkdienst-Verein mit Sitz im Eisenbahnerheim in Wien (2013)

### Verein Gedenkdienst (seit 1992)
Der Verein Gedenkdienst wurde 1992 von Walter Guggenberger (SPÖ), Andreas Hörtnagl (ÖVP) und Andreas Maislinger (parteilos) gegründet, um Aufklärungsarbeit über den Holocaust, seine Ursachen und Folgen zu leisten.
2008 wurden erstmals weibliche Freiwillige aus Mitteln des neu geschaffenen Geschwister-Mezei-Fonds gefördert. Dieser wurde mit dem Ziel eingerichtet, Frauen die Möglichkeit zu bieten, zu den gleichen Bedingungen wie Zivilersatzdienstleistende Gedenkdienst zu leisten. Dies wurde mit der Änderung des Freiwilligengesetzes im Jahr 2014 allen Trägervereinen ermöglicht. Dieser Verein erhielt 2013 den Leon-Zelman-Preis.
Über seine Entsendetätigkeit hinaus bietet der Verein Gedenkdienst Veranstaltungen und Projekte im Bereich der historisch-politischen Bildungsarbeit an.

### Verein Österreichischer Auslandsdienst (seit 1998)

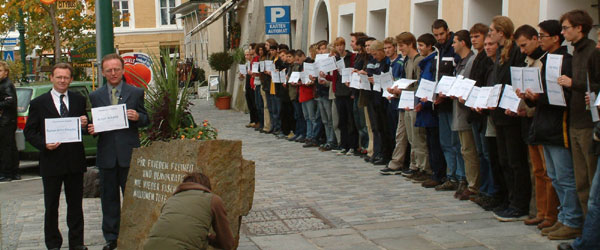
Gerhard Skiba, Andreas Maislinger und Gedenkdiener erinnern an Gerechte beim Adolf-Hitler-Geburtshaus (2002)

Andreas Hörtnagl und Andreas Maislinger wurden 1997 als Vorsitzende des Vereins Gedenkdienst abgewählt und so gründeten sie im Januar 1998 den Verein für Dienste im Ausland, 2005 umbenannt in Österreichischer Auslandsdienst. Dabei wurde der Gedenkdienst um die Bereiche Sozialdienst und Friedensdienst erweitert.
Im Mai 2023 wurden schwerwiegende Vorwürfe gegen Andreas Maislinger bekannt, wonach mehrere Gedenkdiener von diesem bedroht und eingeschüchtert worden sein sollen. Maislinger soll seine Interessen durch Drohung mit Rechtsmitteln sowie der Androhung seines Suizids durchzusetzen versucht haben. Drei Tage nach dem Bekanntwerden der Vorwürfe gab Maislinger seinen Rücktritt als Vorsitzender des Auslandsdienstes bekannt. Zuvor hatte das Sozialministerium mitgeteilt, dass der Verein kein Geld mehr erhalten würde, solange Maislinger in seiner Position bleibt. Der Oberösterreicher Tobias Aigner folgte ihm nach.

### Verein Niemals Vergessen (Tätigkeit eingestellt)
Der Verein bot Stellen an insgesamt 19 Gedenkstätten in Deutschland und Polen an. Der Verein Niemals Vergessen war aktiv in der Jugendarbeit gegen das Vergessen tätig und war Mitgestalter des seit mehr als zehn Jahren stattfindenden Hermann Langbein Symposiums „Ideologie und Wirklichkeit des Nationalsozialismus“ zur Lehrerfortbildung. Im Jahr 2017 stellte er seine Tätigkeit aufgrund bürokratischer Mehrbelastung ein.

## Anerkennungen

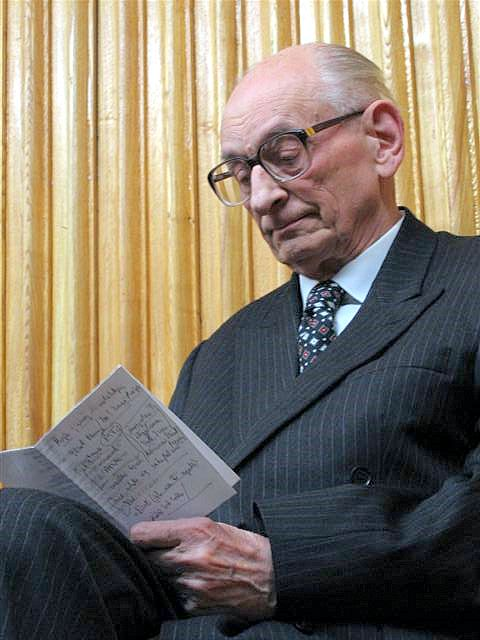
Władysław Bartoszewski (2005)

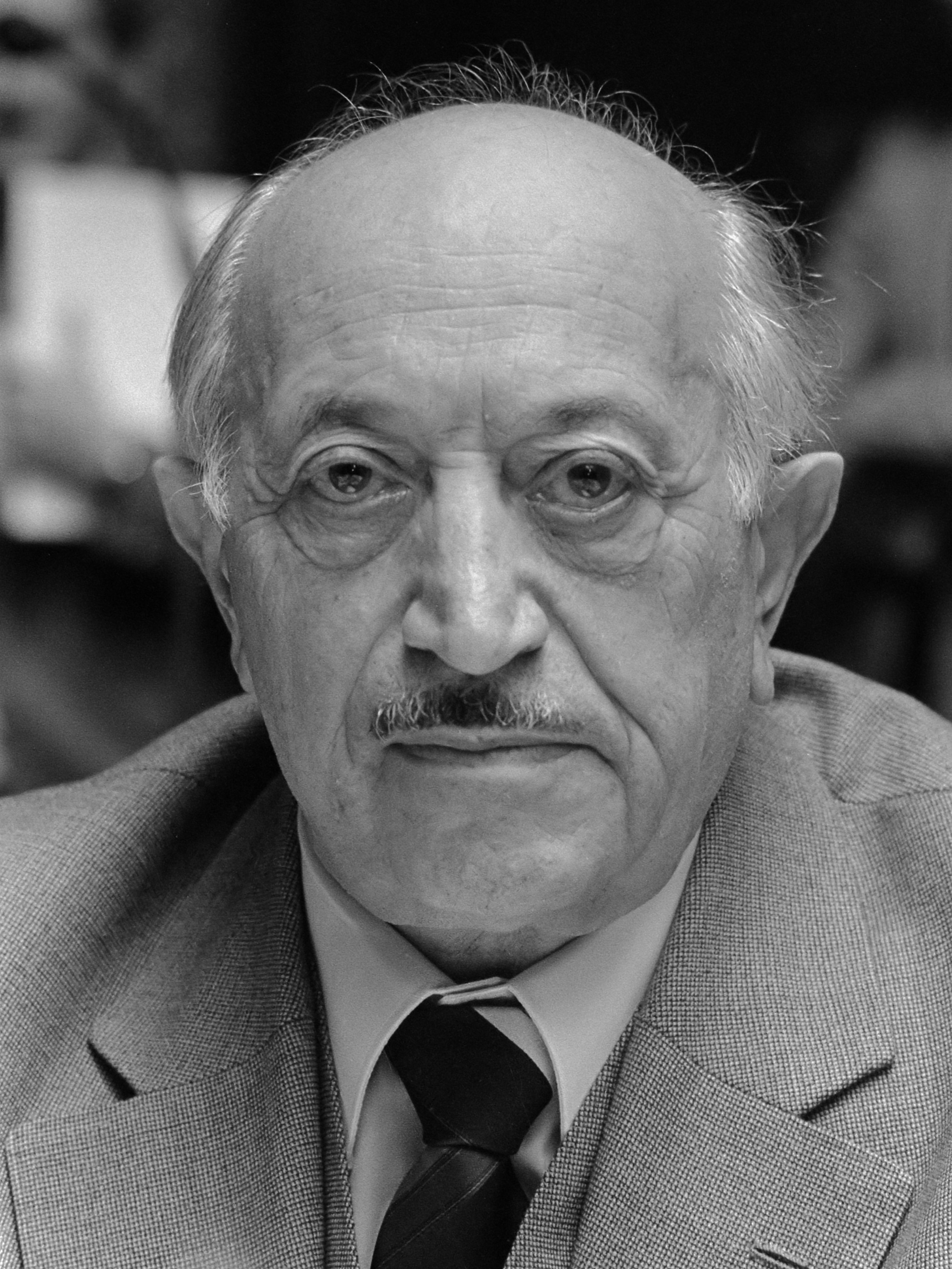
Simon Wiesenthal (1982)

„Als ehemaliger polnischer Polithäftling eines faschistischen Konzentrationslagers und als Historiker des Zweiten Weltkrieges möchte ich die ehrenvolle Gelegenheit, vor dem Hohen Haus sprechen zu dürfen, nutzen, um von ganzem Herzen jenen vielen Österreichern zu danken, die sich unermüdlich für das Gedenken an die Vergangenheit einsetzen. Dabei denke ich besonders an die Menschen aus dem Dokumentationsarchiv des österreichischen Widerstandes unter Leitung von Herrn Prof. Wolfgang Neugebauer, an die österreichische Lagergemeinschaft Mauthausen, an den Gedenkdienst, und auch an die örtlichen Initiativen der Gemeinden Gusen, Langenstein und St. Georgen in Oberösterreich, an den Arbeitskreis für Heimat-, Denkmal und Geschichtspflege.“

„Ich danke Ihnen für die Information über das positive Ergebnis des von Ihnen durchgesetzten Gedenkdienstes. Ich anerkenne, dass das von Ihnen initiierte Projekt fruchtbringender und wohl auch heilsamer geworden ist, als ich mir seinerzeit vorgestellt habe.“

„Der Gedenkdienst ist eine besonders eindrucksvolle Initiative.“

„Ich fühle mich dieser Organisation sehr nahe und habe ungemein großen Respekt vor den Gedenkdienern, denn das, was sie leisten, ist der richtige Weg für Österreich – der Vergangenheit direkt in die Augen zu schauen und dagegen etwas zu tun. Und nicht zu sagen, wir waren die ersten Opfer.“

„Ich habe oft behauptet, daß es keine österreichische Vereinigung gibt, die wie die deutsche Organisation „Aktion Sühnezeichen“ junge Menschen nach Israel entsendet. Es hat mich daher berührt zu lesen, daß nun dank Ihres Einsatzes die Möglichkeit besteht, den österreichischen Zivildienst im Rahmen eines „Gedenkdienstes“ zu absolvieren.“

„Die Initiative „Gedenkdienst“ unterstütze und empfehle ich gerne. Sie ist ein wirklicher Dienst, den unser Land und junge Menschen leisten können und sollen.“

„Viele Menschen haben gar keine Vorstellung von dem, was diese jungen Österreicher für sie leisten, daß sie ihnen das Rückgrat wieder aufrichten, damit wir alle wieder aufrecht gehen können, auch ich, der ich selber dieser Generation angehöre.“

„Ich verfolge die Arbeit des Gedenkdienst mit großem Interesse, und der Gedenkdienst hat meine volle Unterstützung.“

## Einsatzstellen

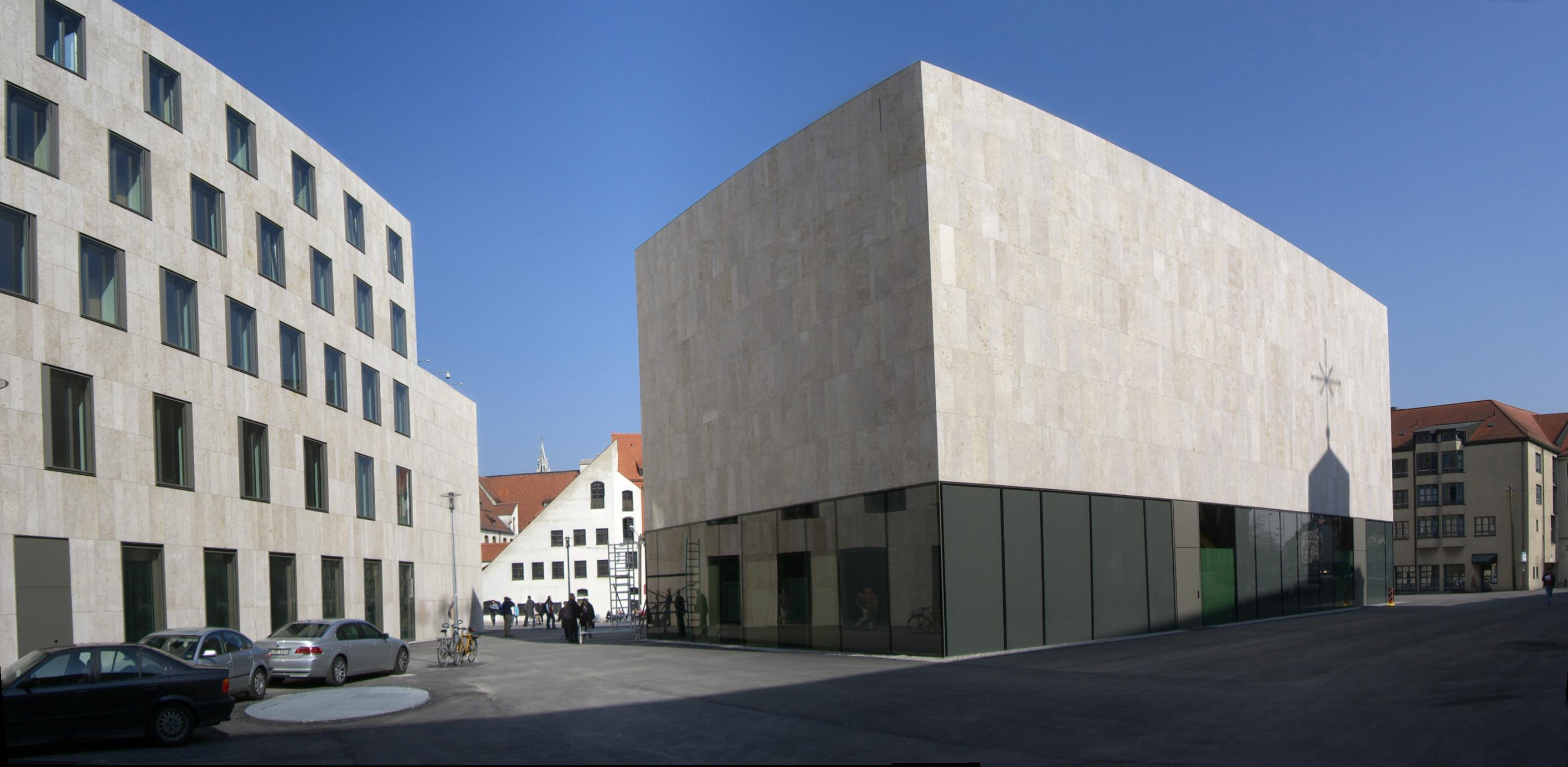
Jüdisches Museum München

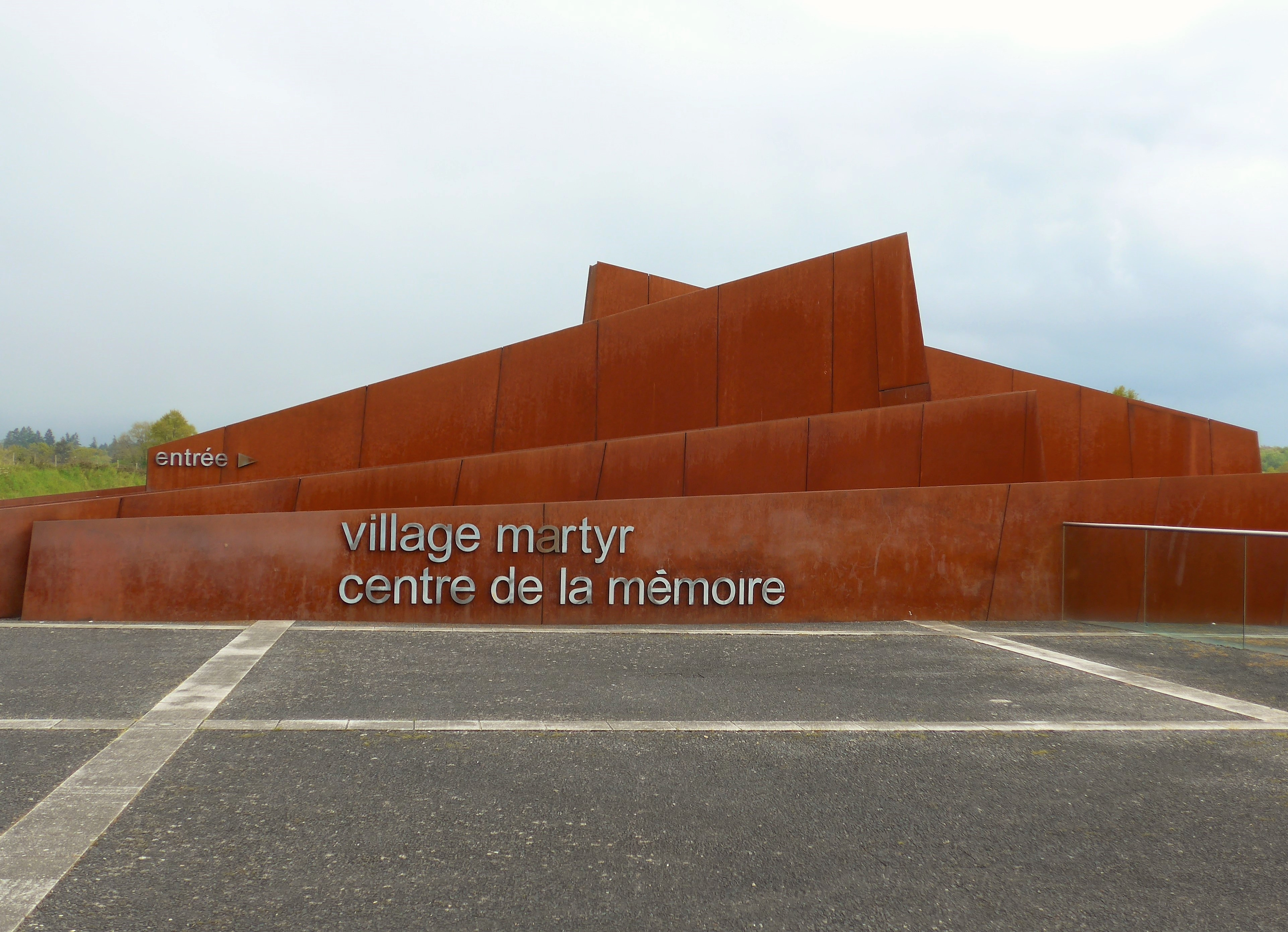
Gedenkstätte Oradour-sur-Glane

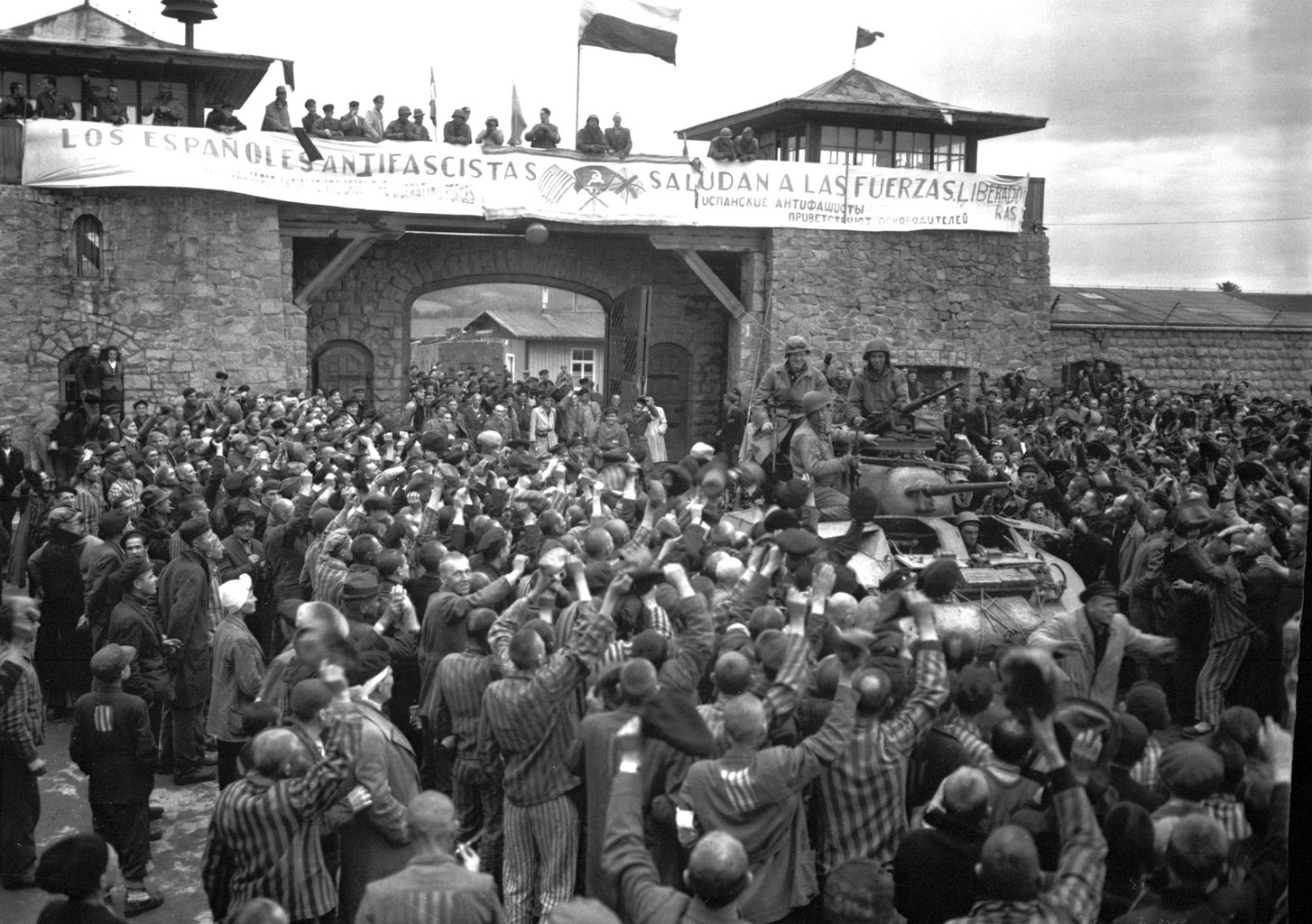
Amicale de Mauthausen (Paris)

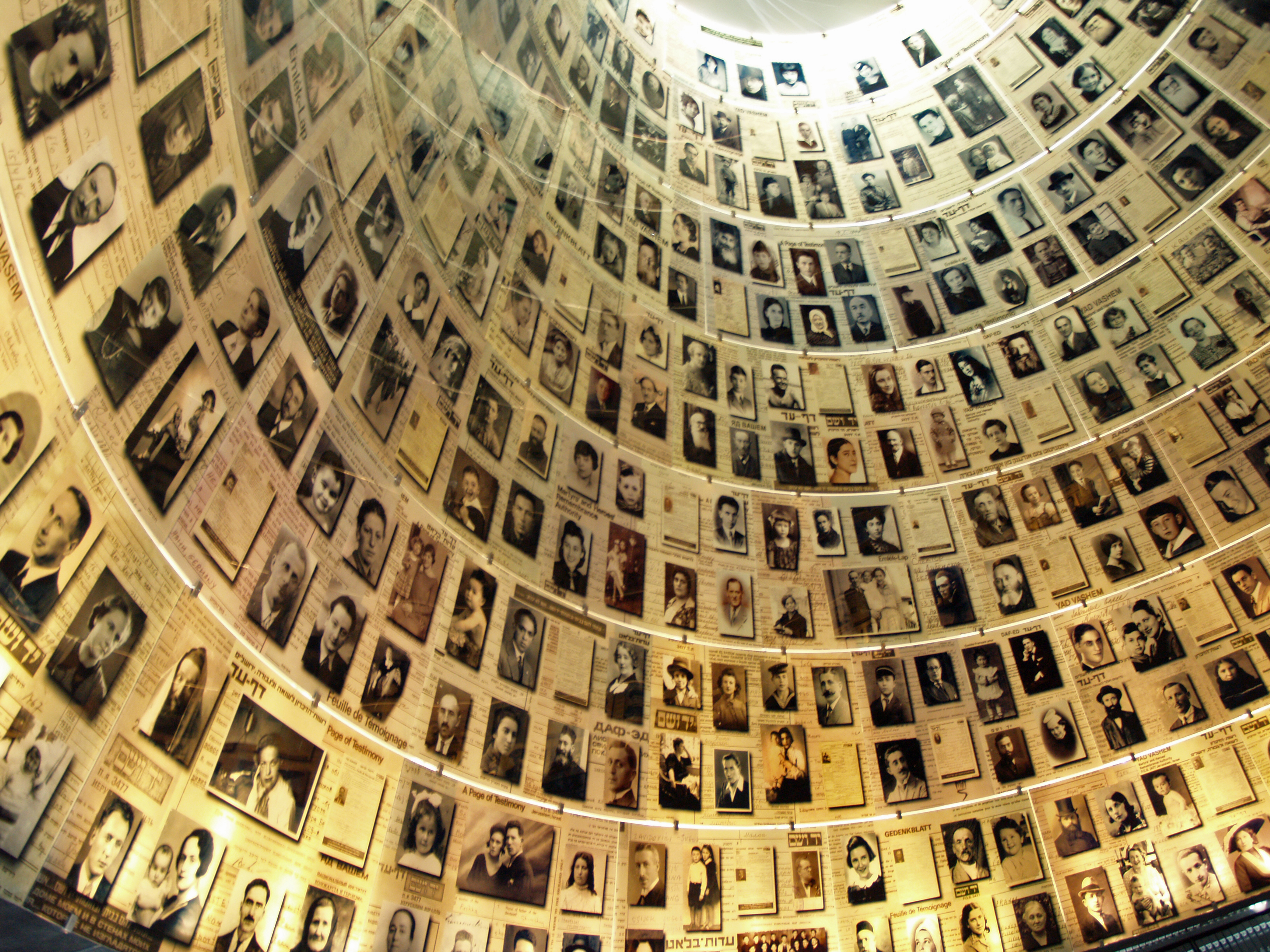
Yad Vashem: Halle der Namen

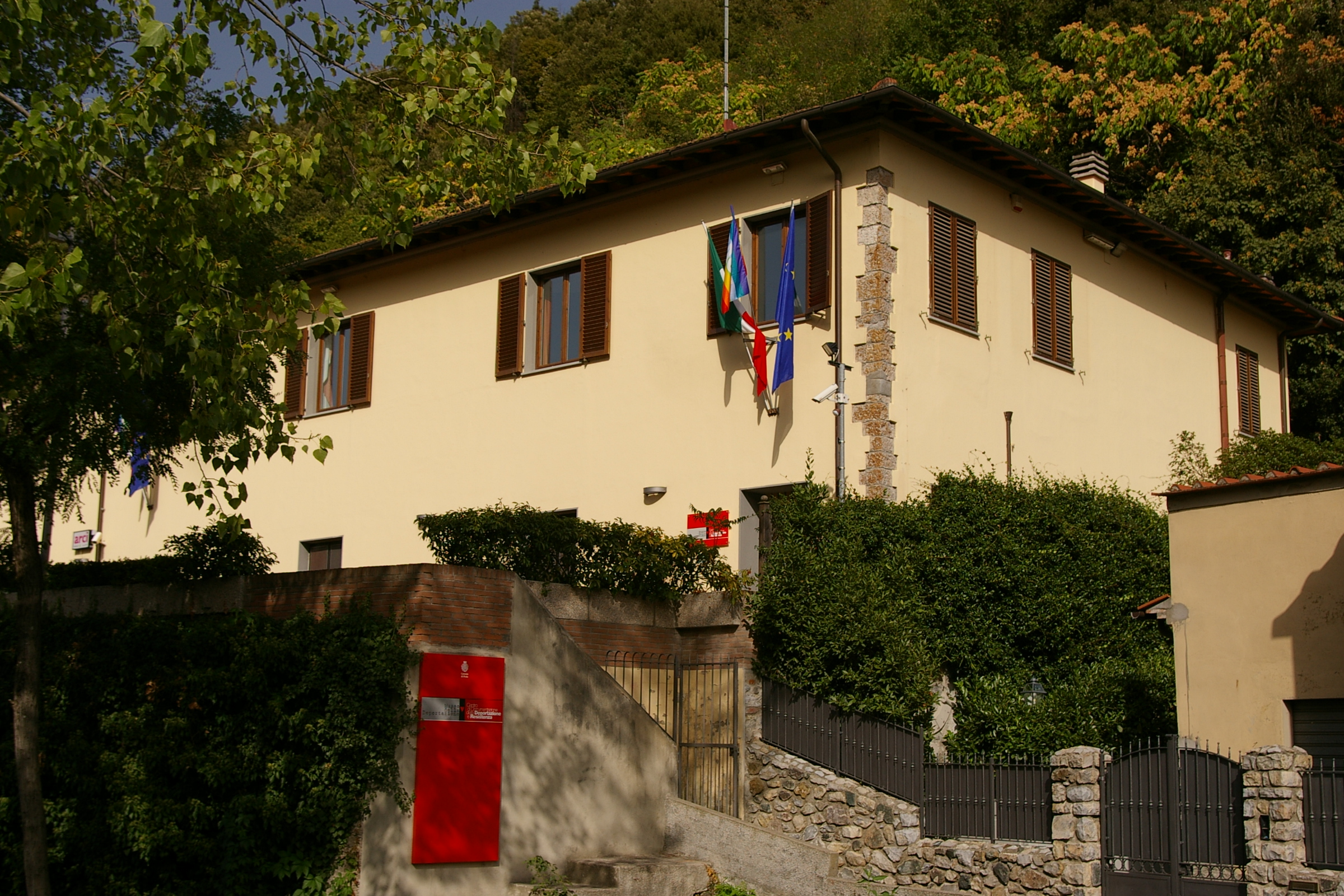
Museo della Deportazione, Prato

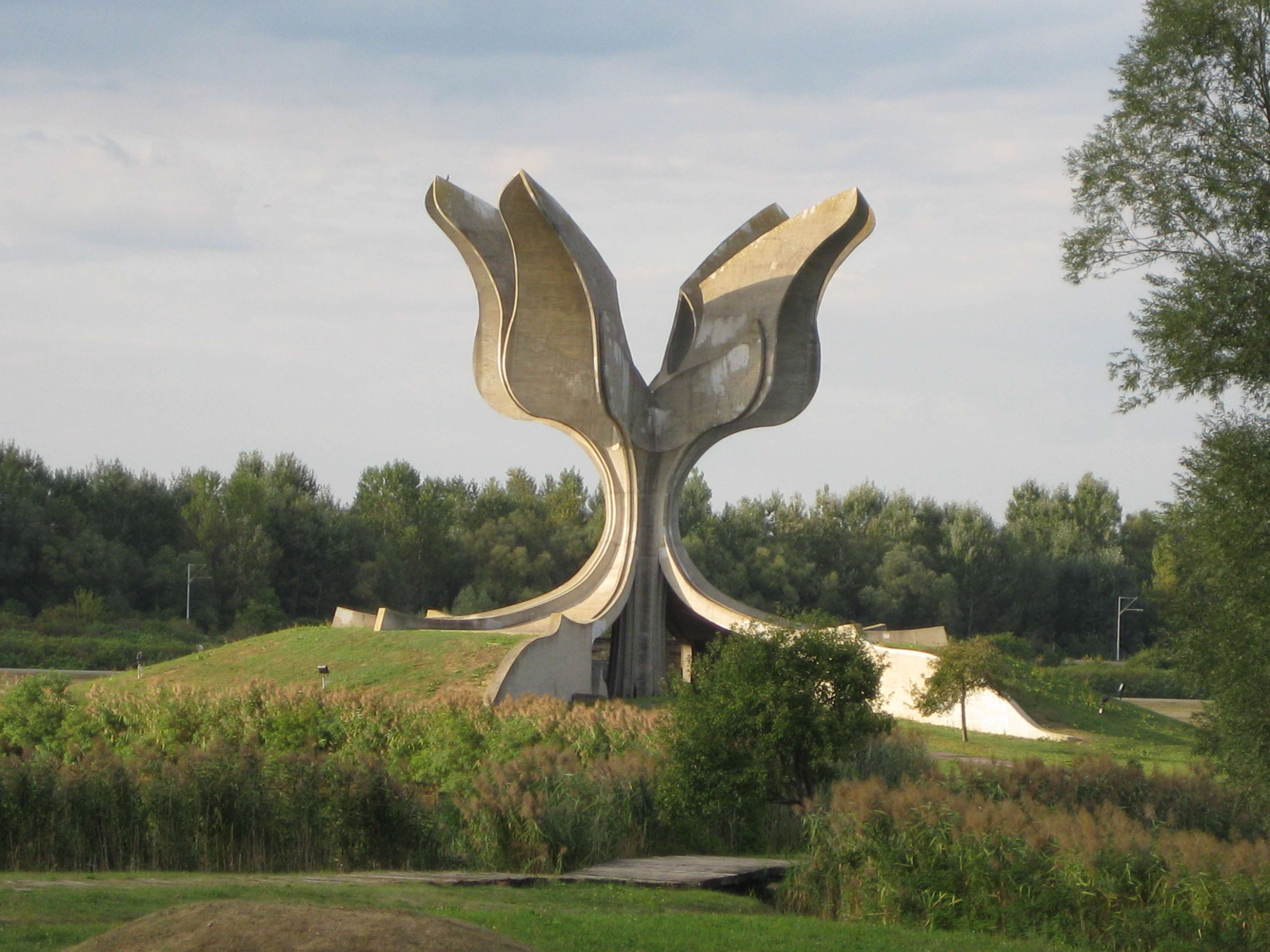
Denkmal für die Opfer des KZ Jasenovac, „Die steinerne Blume“, entworfen von Bogdan Bogdanović

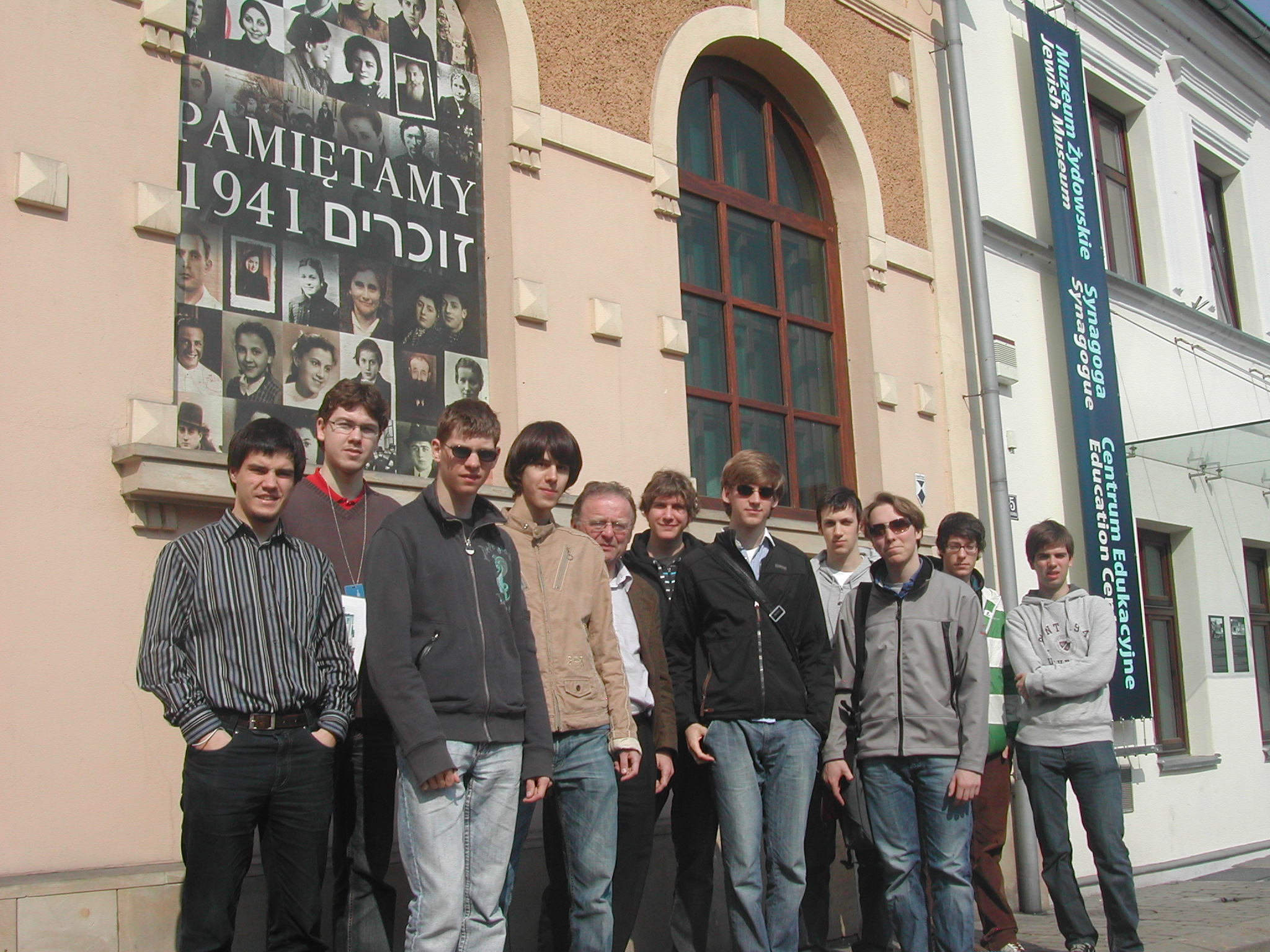
Österreichische Gedenkdiener Auschwitz Jewish Center (2009)

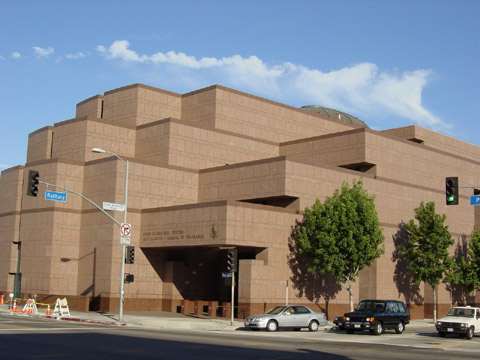
Simon Wiesenthal Center in L.A.

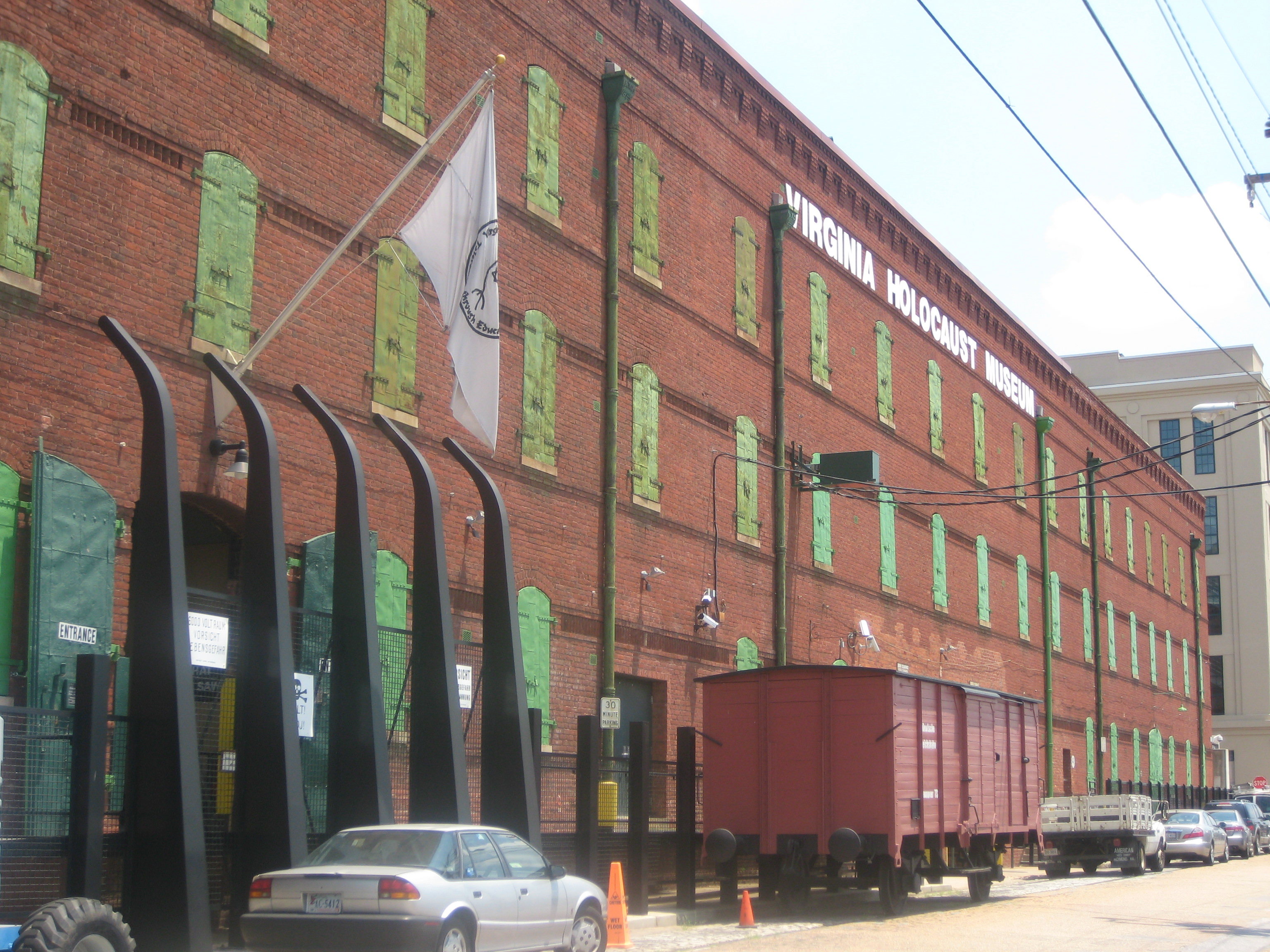
Virginia Holocaust Museum in Richmond

| Land                   | Stadt                            | Einsatzstelle (Stand Mai 2024)                                                                  |
| ---------------------- | -------------------------------- | ----------------------------------------------------------------------------------------------- |
| Argentinien            | Buenos Aires                     | Asociación Filantrópica Israelita (AFI) – Hogar Adolfo Hirsch (San Miguel)                      |
| Australien             | Melbourne                        | Jewish Holocaust Museum and Research Centre                                                     |
| Belgien                | Brüssel                          | CegeSoma - Centre d'Ètude Guerre et Sociéte                                                     |
| Belgien                | Brüssel                          | European Union of Jewish Students                                                               |
| Brasilien              | São Paulo                        | Jüdisches Museum von São Paulo                                                                  |
| Brasilien              | Petrópolis                       | Casa Stefan Zweig                                                                               |
| China                  | Shanghai                         | Center of Jewish Studies                                                                        |
| Deutschland            | Augsburg                         | Jüdisches Museum Augsburg Schwaben                                                              |
| Deutschland            | Berchtesgaden                    | Dokumentation Obersalzberg                                                                      |
| Deutschland            | Berlin                           | Anne Frank Zentrum                                                                              |
| Deutschland            | Berlin                           | Gedenkstätte Deutscher Widerstand                                                               |
| Deutschland            | Berlin                           | Jüdisches Museum Berlin                                                                         |
| Deutschland            | Berlin                           | Stiftung Neue Synagoge Berlin                                                                   |
| Deutschland            | Fürstenberg/Havel                | Mahn- und Gedenkstätte Ravensbrück                                                              |
| Deutschland            | München                          | Jüdisches Museum München                                                                        |
| Deutschland            | Oranienburg                      | Gedenkstätte Sachsenhausen                                                                      |
| Deutschland            | Wolfenbüttel                     | Stiftung niedersächsische Gedenkstätten - Gedenkstätte in der JVA Wolfenbüttel                  |
| Estland                | Tallinn                          | Vabamu Museum of Occupations and Freedom                                                        |
| Frankreich             | Oradour-sur-Glane                | Centre de la Mémoire d’Oradour                                                                  |
| Frankreich             | Paris                            | Amicale de Mauthausen                                                                           |
| Frankreich             | Paris                            | Bibliothèque et archives d'alliance Israélite Universelle                                       |
| Frankreich             | Paris                            | Fondation pour la Mémoire de la Déportation                                                     |
| Griechenland           | Athen                            | Jewish Museum of Greece                                                                         |
| Griechenland           | Chania                           | Etz Hayyim Synagogue                                                                            |
| Israel                 | Akkon                            | Ghetto Fighter’s House Museum                                                                   |
| Israel                 | Jerusalem                        | Leo Baeck Institut                                                                              |
| Israel                 | Jerusalem                        | Yad Vashem                                                                                      |
| Israel                 | Tel Aviv                         | Anitta Müller-Cohen Elternheim                                                                  |
| Israel                 | Tel Aviv                         | The Liebling Haus - White City Center                                                           |
| Israel                 | Tel Aviv                         | Wiener Library for the Study of the Nazi Era and the Holocaust - Elias Sourasky Central Library |
| Israel                 | Tel Aviv                         | Zikaron BaSalon                                                                                 |
| Italien                | Mailand                          | Centro Di Documentazione Ebraica Contemporanea                                                  |
| Italien                | Marzabotto                       | Scuola Di Pace Di Monte Sole                                                                    |
| Italien                | Prato                            | Museo della Deportazione                                                                        |
| Italien                | Predappio                        | Comune di Predappio                                                                             |
| Italien                | Rom                              | Fondazione Museo della Shoah                                                                    |
| Italien                | Rom                              | Jüdisches Museum Rom                                                                            |
| Italien                | Triest                           | Jüdische Gemeinde Triest                                                                        |
| Japan                  | Tokio                            | Tokyo Holocaust Education and Resource Center                                                   |
| Kanada                 | Montreal                         | Holocaust Education and Genocide Prevention Foundation                                          |
| Kanada                 | Montreal                         | Montreal Holocaust Museum                                                                       |
| Kanada                 | Toronto                          | The Azrieli Foundation                                                                          |
| Kanada                 | Toronto                          | Toronto Holocaust Museum                                                                        |
| Kanada                 | Vancouver                        | The Vancouver Holocaust Centre                                                                  |
| Kroatien               | Jasenovac                        | Jasenovac Memorial Site                                                                         |
| Lettland               | Riga                             | Museum „Juden in Lettland“                                                                      |
| Lettland               | Riga                             | Museum of the Occupation of Latvia                                                              |
| Lettland               | Riga                             | Žanis-Lipke-Gedenkstätte                                                                        |
| Litauen                | Vilnius                          | Vilna Gaon Museum of Jewish History                                                             |
| Mauritius              | Senneville Riviere des Anguilles | Island Hebrew Congregation Senneville Riviere des Anguilles                                     |
| Neuseeland             | Wellington                       | Holocaust Centre of New Zealand                                                                 |
| Niederlande            | Amsterdam                        | Anne Frank Stichting                                                                            |
| Niederlande            | Amsterdam                        | Niederländisches Widerstandsmuseum                                                              |
| Niederlande            | Amsterdam                        | Stiftung Jüdisch Historisches Museum - Jewish Cultural Quarter                                  |
| Polen                  | Krakau                           | Galicia Jewish Museum                                                                           |
| Polen                  | Lublin                           | KZ-Gedenkstätte Majdanek                                                                        |
| Polen                  | Oświęcim                         | Auschwitz Jewish Center                                                                         |
| Polen                  | Oświęcim                         | Museum Auschwitz-Birkenau                                                                       |
| Polen                  | Warschau                         | Museum der Geschichte der polnischen Juden                                                      |
| Portugal               | Porto                            | Holocaust Museum of Oporto                                                                      |
| Rumänien               | Nusfalau                         | Holocaust Museum in Nordtransilvanien                                                           |
| Russland               | Moskau                           | Jewish Museum and Tolerance Center                                                              |
| Russland               | Moskau                           | Russisches Forschungs- und Bildungszentrum „Holocaust“                                          |
| Serbien                | Belgrad                          | Verband der jüdischen Gemeinden Serbiens – Jüdisches historisches Museum                        |
| Schweden               | Stockholm                        | Schwedisches Holocaustmuseum                                                                    |
| Schweden               | Uppsala                          | The Uppsala Programme for Holocaust and Genocide Studies                                        |
| Schweiz                | Zürich                           | Hugo Mendel Stiftung                                                                            |
| Singapur               | Singapur                         | The Jews of Singapore Museum                                                                    |
| Slowenien              | Laibach                          | Nationalmuseum der Zeitgeschichte                                                               |
| Südafrika              | Durban                           | Durban Holocaust & Genocide Education Centre                                                    |
| Südafrika              | Kapstadt                         | Cape Town Holocaust & Genocide Centre                                                           |
| Südafrika              | Johannesburg                     | Johannesburg Holocaust and Genocide Education Centre                                            |
| Taiwan                 | Taipeh                           | Jeffrey D. Schwartz & Na Tang Jewish Taiwan Cultural Association                                |
| Tschechien             | Prag                             | Institut Theresienstädter Initiative                                                            |
| Tschechien             | Prag                             | Jüdische Gemeinde Prag                                                                          |
| Tschechien             | Theresienstadt                   | Jugendbegegnungsstätte Theresienstadt                                                           |
| Ungarn                 | Budapest                         | Jewish Community Center Budapest                                                                |
| Ungarn                 | Budapest                         | Tom Lantos Institut                                                                             |
| USA                    | Dallas                           | Ackerman Center for Holocaust Studies                                                           |
| USA                    | Los Angeles                      | Los Angeles Museum of the Holocaust                                                             |
| USA                    | Los Angeles                      | Simon Wiesenthal Center                                                                         |
| USA                    | Los Angeles                      | USC Shoah Foundation for Visual History and Education                                           |
| USA                    | New York                         | American Jewish Committee                                                                       |
| USA                    | New York                         | Aristides de Sousa Mendes Foundation                                                            |
| USA                    | New York                         | Leo Baeck Institute                                                                             |
| USA                    | New York                         | Museum of Jewish Heritage                                                                       |
| USA                    | Richmond                         | Virginia Holocaust Museum                                                                       |
| USA                    | Washington, D.C.                 | Capital Jewish Museum                                                                           |
| USA                    | Washington, D.C.                 | United States Holocaust Memorial Museum                                                         |
| Vereinigtes Königreich | London                           | Nightingale Hammerson - Hammerson House                                                         |
| Vereinigtes Königreich | London                           | Nightingale Hammerson - Nightingale House                                                       |
| Vereinigtes Königreich | London                           | Jewish Care - Holocaust Survivors' Center                                                       |
| Vereinigtes Königreich | London                           | JW3 Jewish Community Centre Holocaust Memorial Day Trust                                        |
| Vereinigtes Königreich | London                           | The Wiener Library for the Study of the Holocaust & Genocide                                    |

## Filme
- Republikanischer Club – Neues Österreich Wien, 21. November 2012: ERINNERN FÜR DIE ZUKUNFT - 20 Jahre Gedenkdienst 1992 bis 2012 - Rep.Cub 20.11.2012 Peter Huemer mit Andreas Maislinger, Eva Nowotny, Anton Pelinka YouTube, 87 min.

## Bekannte ehemalige Gedenkdiener
- Ralph Gabriel, Architekt, seit 2000 Mitarbeiter Gedenkstätte Sachsenhausen,
- Gebi Mair, Gedenkstätte Neuengamme 2002/03, Tiroler Landtagsabgeordneter